# Анабарско плато
Анаба̀рското плато (на руски: Анабарское плато) е плато, разположено в Северен Сибир, в североизточната част на Средносибирското плато, в северозападната част на Якутия и североизточната част на Красноярски край. То има почти кръгла форма с дължина от запад на изток около 400 km, а от север на юг – около 350 km и се простира между долината на река Котуй (дясна съставяща на Хатанга) на запад, която го отделя от платото Путорана. На север долините на реките Ериечка (десен приток на Котуй) и Фомич (ляв приток на Попигай го отделят от възвишението Хара Тас, на изток долината на река Малая Куонамка (дясна съставяща на Анабар) го отделя от Северосибирската низина, на юг долината на река Арга Сала (ляв приток на Оленьок) – от възвишението Букочан.
Платото има леко издута повърхност, с полегати склонове и максимална височина 905 m. В централните си части е изградено от архайски кристалинни шисти, гнайси и гранити, а по периферията – от рифейски пясъчници. От него водят началото си река Попигай, десните притоци на река Котуй – Котуйкан, Аганили и др., река Болшая Куонамка (лява съставяща на Анабар) и нейните леви притоци и левите притоци на река Арга Сала – Кукусунда, Кюенелекян, Кенде и др. По долините на реките на височина до 400 – 450 m преобладават редки гори от сибирска лиственица, а по-нагоре – планинска тундра.
До началото на ХХ век районът на платото представлява „бяло петно“ на географската карта на Русия. Първите му географски изследвания са извършени през 1905-06 г. от експедицията, възглавявана от руски геолог и географ Инокентий Толмачов, а топографът на експедицията Михаил Кожевников му извършва първата топографска снимка.

## Карта
- Топографска карта R-49,50; М 1:1000000[2]